# Anarrhichthys ocellatus

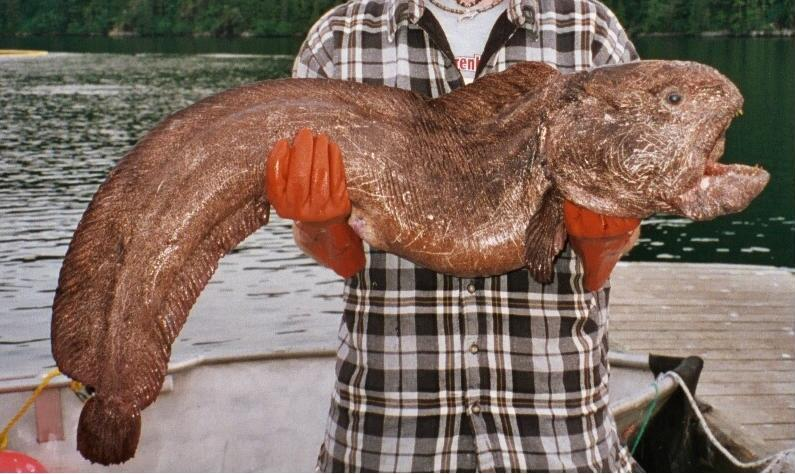
Exemplar mascle capturat a Prince William Sound.

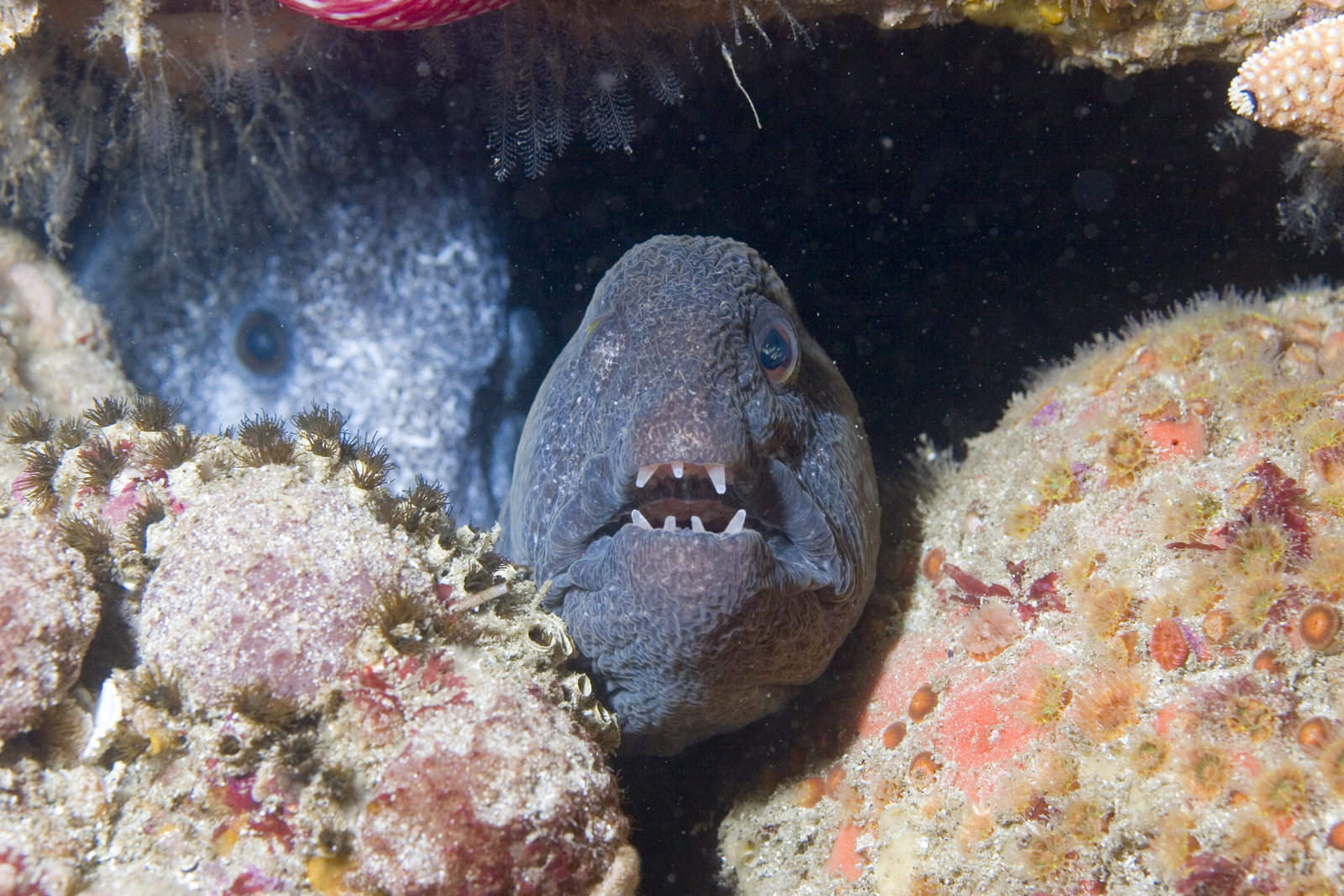
Un Anarrhichthys ocellatus petit traient el cap per una cova. Observeu-ne un de molt més gran al darrere.

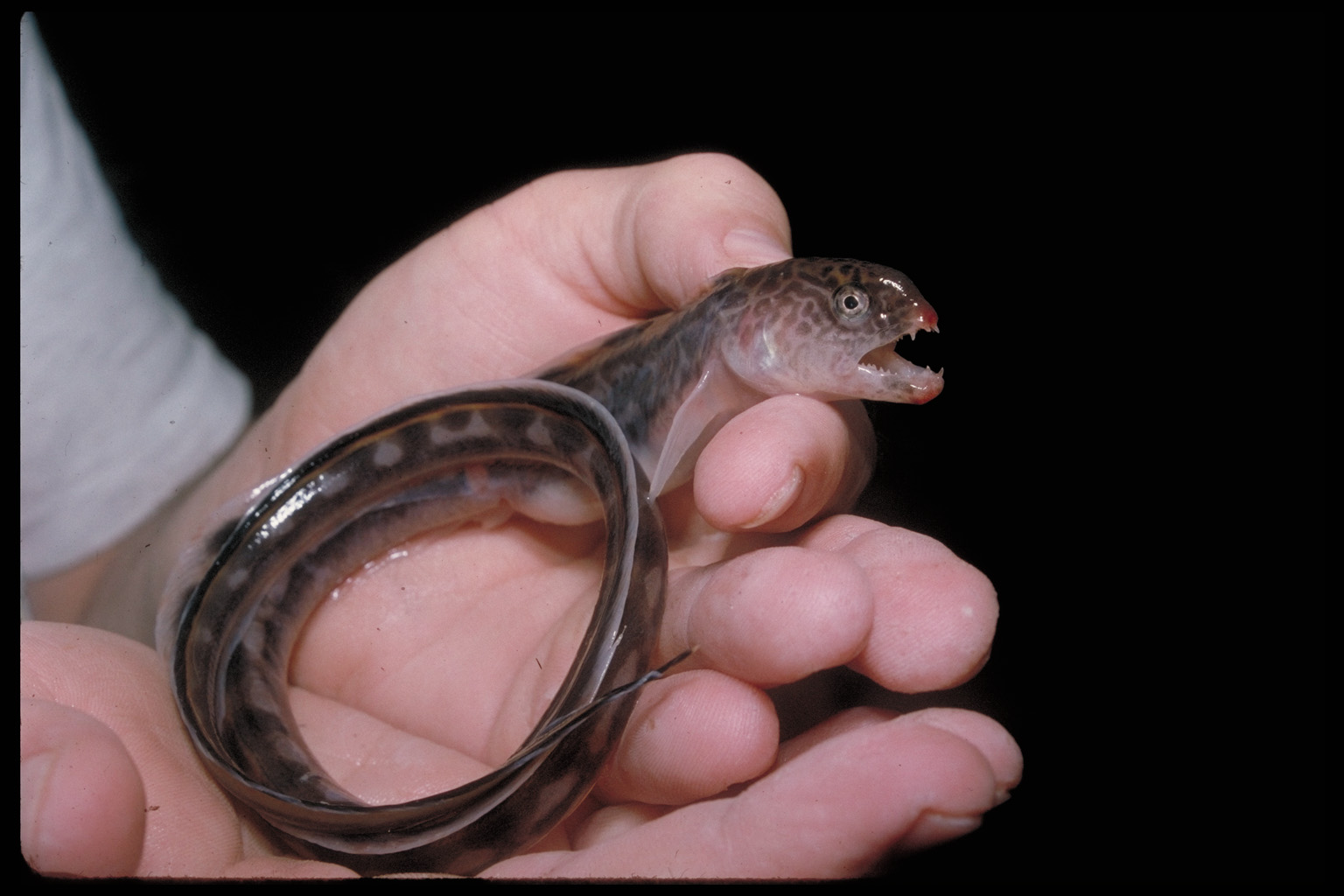
Jove

Anarrhichthys ocellatus és una espècie de peix de la família dels anaricàdids i l'única del gènere Anarrhichthys.

## Descripció
- Fa 240 cm de llargària màxima[4] i 18,4 kg de pes.[5]
- Els joves són de color ataronjat amb grans taques fosques a la part posterior del cos, mentre que els adults són de color gris, marró grisós o oliva fosc i clapejat ocasionalment
- Presenta mandíbules poderoses amb les quals aixafa les seves preses: dents canines a la part davantera de la boca i molars de gran abast a la posterior.
- Cap espina i 233 radis a l'aleta anal.
- 1 única aleta dorsal amb 228-250 espines flexibles i sense radis tous, la qual s'estén des del cap fins a l'altre extrem del cos.
- Aleta caudal petita.
- Absència d'aletes pèlviques i de línia lateral.
- El mascle té llavis enormes i una protuberància a la part superior del cap, també és de colors més clars que la femella.[6]

## Reproducció
El mascle i la femella acostumen a aparellar-se per a tota la vida, ocupant el mateix cau.
Es reprodueixen des de l'octubre fins a finals de l'hivern i comencen quan tenen uns set anys. El mascle posa el seu cap contra l'abdomen de la femella i s'envolta al seu voltant, anirà fertilitzant els ous mentre ella els va traient (en pot arribar a pondre 10.000 en una tanda). Després d'això la femella embolcallarà el seu cos al voltant dels ous per moldejar-los en forma d'esfera amb prou feines tan grans com un gra de raïm. Al damunt el mascle embolcallarà la femella per afegir un nivell extra de protecció. Ambdós cuidaran dels ous i només marxaran d'un en un per alimentar-se. Els ous es desclouran al cap de 91-112 dies, fins aquest moment i per assegurar una correcta circulació de l'aigua al voltant dels ous perquè tinguin suficient oxigen, la femella periòdicament els massatgerà i els donarà voltes.

## Ecologia

### Hàbitat i distribució geogràfica
És un peix marí, demersal (entre 1 i 226 m de fondària) i de clima temperat (80°N-26°N, 118°E-111°W), els adults del qual viuen entre les roques de les zones submareals (els joves són pelàgics durant un màxim de dos anys) del Pacífic nord: des de la mar d'Okhotsk, el mar del Japó i l'Àrtic fins al sud-est de la mar de Bering, les illes Krenitzin (l'est de les illes Aleutianes, Alaska), Imperial Beach (el sud de Califòrnia, els Estats Units) i Baixa Califòrnia (Mèxic), incloent-hi la Colúmbia Britànica (el Canadà).

### Comportament
Tot i que generalment són inofensius de cara als humans els espècimens més grans poden infligir mossegades doloroses. Es mouen molt lentament i s'han vist interaccionar amb els submarinistes de manera amigable, arribant a menjar de les seves mans. Un cop han format una parella acostumen a mantenir-se junts i ocupar el mateix cau cada any llevat que els obliguin a marxar altres Anarrhichthys ocellatus més grans o criatures marines més grans com el Pop gegant del Pacífic Nord.

### Alimentació
Menja invertebrats de closca dura (caragols, cloïsses, musclos, crancs i eriçons de mar) i peixos. S'ha observat que en situacions com en aquarius en els quals se'ls alimenta amb menjar tou com calamar agafen preferència a aquests menjars i això pot portar a que se'lshi facin malbé les dents del darrere.

### Depredadors
Els depredadors dels adults són taurons, peixos grans i foques comunes. Els ous i joves poden ser caçats més fàcilment ja que encara són petits i no han desenvolupat les mandíbules poderoses; molts peixos com ara peixos de roca com els sebastes i el kelp greeling seran els seus depredadors.

## Observacions
És un peix blanc i la seva carn és dolça saborosa. En algunes tribus ameríndies de la costa del nord-oest de Nord-amèrica, es referien a aquest peix com a doctorfish (‘peix metge’) i només es permetia als curanders tribals de menjar-ne ja que teòricament en millorava els poders curatius.